# سرعة فائقة

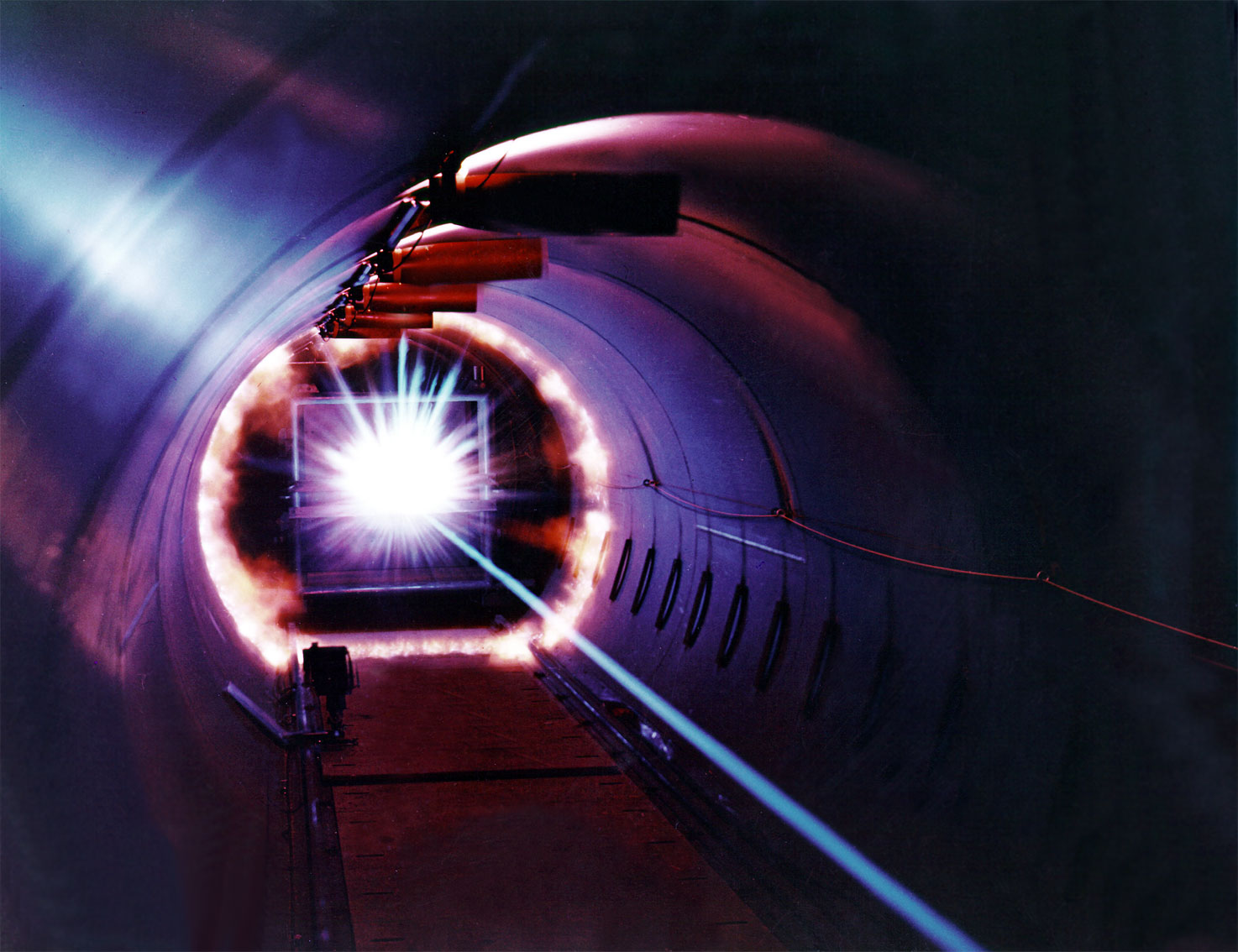
"طاقة الفلاش" الناتجة عن اصطدام السرعة الفائقة خلال محاكاة في المختبر لما يحدث عند اصطدام قطعة من الحطام المداري بمركبة فضائية في المدار

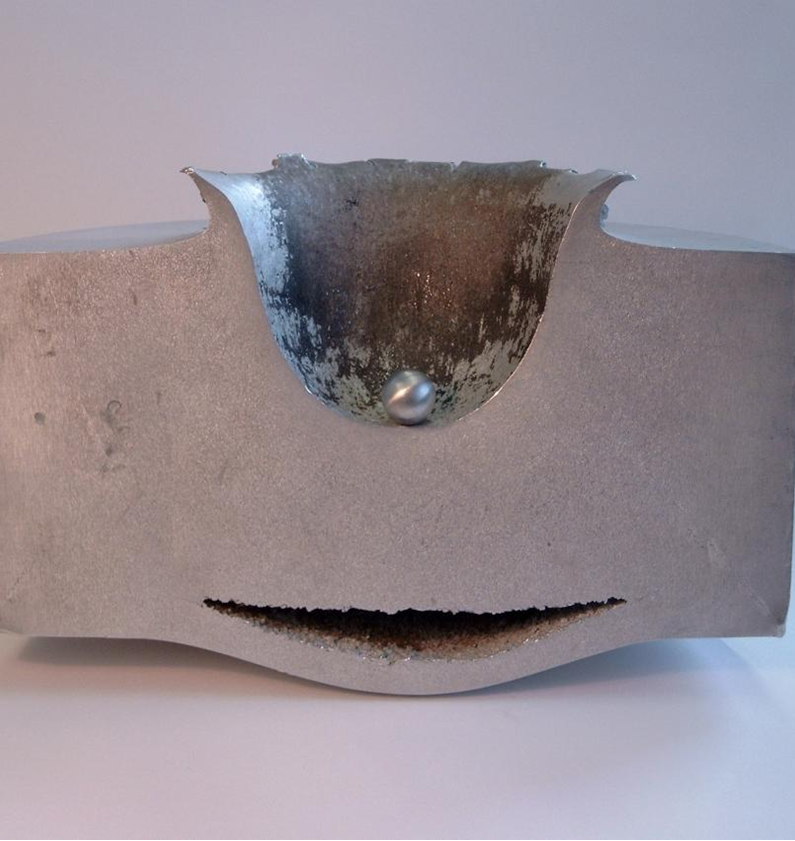
اصطدام فائق السرعة

السرعة الفائقة  هي سرعة مرتفعة جدا حوالي أكثر من 3000 متر في الثانية (6,700 ميلا في الساعة، أو 11,000 كم/ساعة، أو 10,000 متر/ثانية أو ماخ 8.8). خاصة السرعة الفائقة هي سرعة عالية جدا لدرجة أن قوة المواد تحت أثر الاصطدام تصبح صغيرة جدا مقارنة بضغط القصور الذاتي. ولذا، فحتى المعادن تتصرف مثل السوائل تحت التأثير السرعة الفائقة. تؤدي السرعة الفائقة للغاية إلى تبخر كل من الصادم والهدف. بالنسبة إلى المعادن الهيكلية، تعتبر السرعة الفائقة عموما أن تكون أكثر من 2500 م/ث (5,600 ميلا في الساعة، أو 9,000 كم/ساعة، أو 8,200 قدم/ث أو ماخ 7.3). حفر النيازك تعتبر أمثلة لآثار اصطدام السرعة الفائقة.

## نظرة عامة
تشير السرعة الفائقة إلى السرعات في نطاق عدة كيلومترات في الثانية إلى عدة عشرات من الكيلومترات في الثانية. هذا الأمر مرتبط كثيرا بمجال استكشاف الفضاء والاستخدام العسكري للفضاء حيث أن اصطدامات السرعة الفائقة (على سبيل المثال بواسطة حطام فضائي أو مقذوفة للهجوم) قد تسبب أي شئ من إلى تحلل بسيط في التكوين إلى تدمير كامل لسفينة فضاء أو صاروخ. الجسم الصادم بالإضافة إلى السطح المصدوم يخضع لعمليو سيولة مؤقتة. عملية الاصطدام قد تسبب حدوث بلازما والتي قد تتداخل مع إلكترونيات سفن الفضاء.
عادة ما تحدث السرعات الفائقة خلال زخات الشهب في أعماق الفضاء، كما حدث خلال برامج زوند وأبولو ولونا. نظرا لجوهرية عدم القدرة على التنبؤ بتوقيت مسارات النيازك الفضائية، فإن كبسولات الفضاء هي وسائل أساسية لجمع البيانات وفرص لدراسة الحماية الحرارية من المواد في السرعة الفائقة (في هذا السياق، تُعرّف السرعة الفائقة بأنها أكبر من سرعة الهروب). 
تدرس ناسا آثار محاكاة الحطام المداري في اختبار السرعة الفائقة البعيد (RHTL) في مرفق اختبار وايت ساندز. الأجسام أصغر من الكرة لا يمكن الكشف عنها على الرادار. مما دفع مصممي السفن الفضائية إلى تطوير دروع لحماية السفن الفضائية من الاصطدامات الغير ممكن تجنبها. في اختبار السرعة الفائقة البعيد (RHTL)، يتم محاكاة اصطدامات النيازك الدقيقة والمخلفات الفضائية على مكونات سفن الفضاء وعلى الدروع مما يسمح للمصممين باختبار التهديدات في بيئات الحطامات المدارية مما يسمح بتطوير تقنية دروع كافية من أجل الحماية. في اختبار السرعة الفائقة البعيد (RHTL)، تطلق أربعة من بنادق الإطلاق ذوات المرحلتين مقذوفة 0.05 مم إلى 22.2 مم في القطر في سرعة تصل إلى 8.5 كم/ث.

## تعريفات أخرى للسرعة الفائقة
وفقا لجيش الولايات المتحدة، فإن السرعة الفائقة يمكن أن تشير أيضا إلى سرعة الفوهة من نظام سلاح، مع اعتماد التعريف الدقيق على نوع السلاح في الحالة. عند مناقشة سرعة فوهة الأسلحة الصغيرة فإن سرعة 5000 متر/ثانية (1524 م/ث) أو أكثر تعتبر سرعة فائقة، بينما في حالة الدبابات والمدافع فإن سرعة الفوهة يجب أن تساوي أو تتجاوز 3350 قدم/ث (1021.08 م/ث) حتى تُعتبر سرعة فائقة، بينما عتبة مدافع المدفعية 3500 قدم/.ث (1066.8 م/ث).